# Guram Pherselidze
Guram Pherselidze, né le 16 octobre 1985 à Khelvatchaouri, est un lutteur gréco-romain géorgien.

## Palmarès

### Jeux olympiques
- 5e aux Jeux olympiques d'été de 2012 à Londres

### Championnats d'Europe
- Médaille de bronze en catégorie des moins de 120 kg en 2013 à Tbilissi (Géorgie)